# 볼트릭스
볼트릭스(Boltrix)는 2000년대 초까지 활동하였던 대한민국의 힙합 팀으로, 에시리와 구자구로 구성되어있다. BLX라는 이름을 쓰기도 한다.
1999년 에시리는 6인조 팀 사거제곱사 활동을 거쳐 45RPM 결성에 함께했으나 음악적 방향 차이로 탈퇴하고, 대신 같은 배재대학교 동문인 구자구와 함께 2000년 Boltrix를 결성하였다. 이들의 첫 곡은 Do It Again으로, 비록 45RPM에서 탈퇴하였으나 친분은 유지하며 대전 클럽 APOLLO와 홍대 앞 클럽을 중심으로 활동하였다. 이들은 《2001 대한민국》 컴필레이션과 클럽 MP 마지막 무대인 Still-A-Live에도 참여하였으며, 2002년 Vasco와의 합작으로 《MP HIP HOP Project 2002 풍류》에 수록되어 발표된 〈첫느낌〉이 매니아는 물론 대중들에게 큰 사랑을 받았다. 그러나 이후 멤버들의 군입대로 인해 Boltrix의 활동은 중단되고, 더 이상의 후속곡 활동이 없어지면서 Boltrix는 자연히 해체되었다.
대표곡: Do It Again, 〈보릿고개〉, 〈첫느낌〉

## 해체 이후
- 에시리는 솔로 활동 및 Crackstahz, Monkey Stick 등 다양한 팀 활동을 거쳐, 2012년부터는 45RPM의 세 번째 멤버로 활동 중이다.
- 구자구는 이름을 COZMIC ROBO로 바꾸고 해피로봇 레코드 소속으로 DJ LOZIK, 아리스와 함께 Apls란 팀을 결성하여 활동하였다.[2] 현재는 ROBO라는 이름을 쓰고 있다.